# Kfar Ahim
Kfar Ahim (in ebraico: כְּפַר אַחִים , lett . Villaggio dei fratelli) è un moshav nell'Israele centro-meridionale. Situato vicino a Kiryat Malakhi, rientra nella giurisdizione del Consiglio regionale di Be'er Tuvia. Nel 2019 aveva una popolazione di 877.

## Storia
Il moshav è stato fondato nel 1949 da immigrati ebrei provenienti da Polonia e Romania sulla terra del villaggio palestinese spopolato di Qastina. Prende il nome da due fratelli che furono uccisi durante la guerra arabo-israeliana del 1948, Zvi ed Efraim Guber, figli di Mordecai e Rivka Guber dal vicino moshav di Kfar Warburg.
Notevoli nativi di Kfar Ahim includono Benny Gantz, l'ex capo di stato maggiore di Israele, e membro della Knesset e l'attuale ministro dei trasporti, Yisrael Katz.